# Nastus goryi
Nastus goryi — вид долгоносиков-скосарей из подсемейства Entiminae.

## Описание
Жук длиной 8—11 мм. Тело в серых, беловатых или коричневатых чешуйках, на надкрыльях у шва обычно более явственные пятнышки, слабо заметные на остальной их поверхности. Наибольшая ширина переднеспинки обычно на середине или же чуть впереди середины, изредка явственно впереди середины (главным образом у самцов). Глаза изредка немного выступают из контура головы, более или менее равномерно выпуклые по всей поверхности. Спинка головотрубки параллельносторонняя, довольно широкая, боковые её канты часто немного сглажены, округлённые.

## Подвиды
- Nastus goryi goryi Boheman, 1843 — номинативный вид. (см. описание выше)
- Nastus goryi sareptanus Faust, 1883 — жук длиной 7,5—14 мм. Тело покрывают серые, беловатые или коричневатые чешуйки, часто пятнышки расположены вблизи шва и сгруппированы в более заметные продольные ряды. Наибольшая ширина переднеспинки, значительно впереди середины, где на боках переднеспинки имеются почти бугорковидные выступы, впереди от которых переднеспинка перетянута. Глаза у заднего края обычно не выступают, но тогда наибольшая их выпуклость лежит впереди середины. Головотрубка более или менее параллельносторонняя, равной ширины от основания до птеригий, её спинка более или менее резко ограничена с боков почти килевидными кантами, особенно заметными спереди[1].